# 流浪犬
流浪犬（英語：Stray dogs），又稱自由流浪犬（free-roaming dogs）、自由活動犬（free-ranging dogs）、街犬（street dogs）、遊蕩犬、野狗。泛指沒有被直接管理、活動不受限制的犬隻，其生存和活動場域可以是都市、鄉間或山區。造成流浪犬現象的主因包括飼主放養、流浪犬之間交配繁殖、惡意棄養、家犬走失等等。因此，流浪犬本身並不是根據其是否有明確飼主來定義的，而是由其活動是否被限制或管領來定義。流浪犬在許多國家都對野生動物造成嚴重的威脅。

## 概要

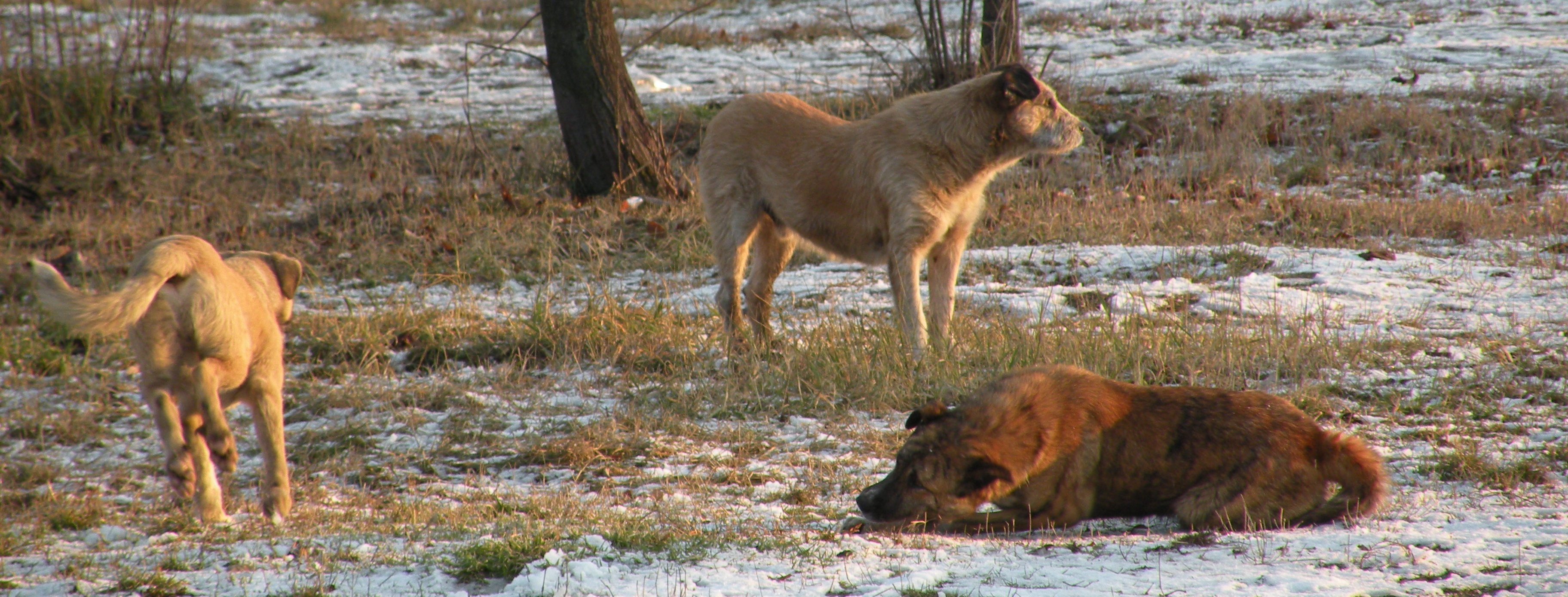
三隻位於布加勒斯的流浪狗

根據國際同伴動物管理聯盟指出，流浪犬族群是由有主人和無主人的狗所組成，大致可區分為四種：
- 放養犬：是指有人飼養的家犬，但飼主並沒有加以限制犬隻的活動範圍，因此犬隻可以在外四處遊蕩。
- 走失犬：是指原來有人飼養，但後來因為某些原因走失而流落街頭。若飼主沒有為走失犬植入晶片，犬隻便可能因為身份無法被確認而導致無法被飼主尋回，最終可能要面臨成為流浪犬或者進入動物收容所的命運。
- 棄犬：是指被飼主惡意遺棄而流落街頭的犬隻。
- 無主犬／野犬：是指由有飼主或無飼主之流浪犬互相交配繁殖所產生的犬隻，從出生到長大都生活在街頭，且無明確飼主。

而在生態學研究中，科學家則傾向以生活環境的不同，把流浪犬區分為都市自由活動犬（urban free-ranging dogs）以及鄉下自由活動犬（rural free-ranging dogs），強調其對生態環境不同程度的影響以及其所展現的不同行為模式。

## 流浪犬的問題
若流浪犬沒有進行絕育，將會與其他流浪犬不斷互相交配繁殖。而無飼主之流浪犬在街頭上生存將會面臨食物不足、領地競爭、天災、傳染病以及人類不友善驅趕等惡劣因素威脅。
以台灣為例，2015年，台灣總共有128,473隻流浪狗；2018年，增加為146,773隻。

### 威脅野生動物的生存
流浪犬在許多國家都是重要的保育問題，因為流浪犬會透過多種方式對原生種野生動物形成威脅，包括：
- 直接攻擊野生動物；
- 和野生動物競爭棲地環境與食物資源，造成野生動物出生率下降；
- 流浪犬身上的病原體可能透過排泄物感染野生動物。

以臺灣為例：犬攻擊是白鼻心以及保育類的穿山甲受傷主因。壽山國家自然公園的山羌族群，因為遊蕩犬攻擊下降了90%。保育類的石虎深受來自犬類的病毒威脅。在陽明山國家公園內，原生哺乳類出現的機率以及物種豐富度與遊蕩犬的活動程度成反比。

## 問題解決方式
針對流浪犬不同的源頭，必須因地制宜，多管齊下，才能達到成效。
對於減少走失、棄犬的部份，應積極落實寵物登記制度、加強教育和宣導飼主責任的重要性，並強制規定飼主及繁殖業者必須為其管領之犬隻完成植入寵物登記晶片，對不當飼養或棄養的人進行開罰。對於無主人飼養的街犬，政府應配合民間團體採取「捕捉、絕育、打疫苗、回置」（TNVR）的方式進行源頭管控，或是擴增收容所並配合安樂死，避免流浪犬不斷繁衍下去。對於絕育後無法回置的犬隻，可透過送養或收容等其他方式處理。對於放養犬的部份，
目前台灣採取的方式是下鄉絕育行動（RANA）方案，除了有效阻斷繁殖、建構防疫網，也可達到就地領養的效果，真正落實飼主責任。

## 對流浪犬的迷思
部份民眾認為在外遊盪的流浪犬不是棄犬就是走失犬。事實上，棄犬或走失犬其實只佔其中的小部份。由於被人類飼養的家犬長時間生活在安穩且食物充足的環境之下，一旦被拋棄或走失到陌生環境，缺乏在野外生存競爭能力的牠們幾乎十之八九最後都無法生存。例如，牠們必須面臨領域中原有的流浪犬排擠、不知道哪裡有食物來源或躲藏空間、路殺等危機。另外，也因為過去被飼養的經驗使其容易親近人類，導致較容易被捕捉進入公立收容所。
有某些團體指出，台灣流浪動物問題是由於無良的犬貓繁殖業者不當棄養造成。但事實上，繁殖場裡的犬種以純種犬為主，反觀進入公立收容所中的卻主要是混種犬貓。更何況，純種犬（尤其是小型純種犬）被棄養到野外也面臨著無法生存的危機，而且比起混種犬而言，純種犬通常更有機會被認定是走失犬而被人暫時收容甚至送養。根據相信動物協會統計，2016至2017兩年在北北基絕育的2705隻遊蕩母犬，比例為：野犬47.5%、放養犬33.1%、棄養／走失犬12.8%。因此，流浪犬的主要源頭應該是以習慣在野外流浪、生存及繁殖能力強的放養犬以及野犬為大宗。
亦有不少流浪犬露宿者成為朋友，2018年2月，香港一名露宿者與他露宿時所遇到的流浪犬一同接受有關動物的訪問。

## 有關流浪狗的立法
台灣「流浪動物零安樂死」政策於2017二月正式上路，終止十二夜。